# Nerijus Stankevičius
Nerijus Stankevičius ist ein litauischer Brigadegeneral und seit August 2025 Kommandeur der litauischen Landstreitkräfte.

## Leben
Über seine Geburt, Kindheit und Jugend sind, bis zu seinem Eintritt in die  litauischen Streitkräfte, keine genauen öffentlichen Angaben verfügbar.

### Militärische Laufbahn
Nerijus Stankevičiu begann seinen Dienst in den Streitkräften 1994 und absolvierte die Militärakademie General Jonas Žemaitis. Später besuchte er operative und strategische Ausbildungskurse in Estland und den USA. Begleitend zu seiner militärischen Karriere absolvierte er auch ein Doktorandenstudium am Institut für Internationale Beziehungen und Politikwissenschaften der Universität Vilnius (TSPMI). Seine Dissertation trägt den Titel „Hybridbedrohungen als neue Art von Bedrohungen für die nationale und internationale Sicherheit und mögliche Reaktionsmöglichkeiten“.
Vor seiner Ernennung zum Kommandeur der Landstreitkräfte bekleidete Stankevičiu verschiedene wichtige Positionen:
- Er kommandierte die mechanisierte Infanteriebrigade Žemaitija.[3]
- Er war Leiter der fünften Gruppe in der strategischen Planungsabteilung des NATO-Hauptquartiers SHAPE.[4]
- Er diente als Oberst in verschiedenen nationalen und internationalen Aufgaben.[4]

Nach seiner Beförderung zum Brigadegeneral wurde Nerijus Stankevičius im August 2025 zum Kommandeur der litauischen Landstreitkräfte ernannt. Er folgte auf Artūras Radvilas, der die Landstreitkräfte seit 2022 führte. Verteidigungsministerin Dovilė Šakalienė würdigte seine Ernennung als Ausdruck seines außergewöhnlichen Engagements, seiner Führungsqualitäten und seiner Fähigkeit, in Krisensituationen fundierte Entscheidungen zu treffen.
Während seiner Karriere arbeitete er eng mit internationalen Partnern zusammen und nahm an multinationalen Übungen teil. Dabei betonte er die Bedeutung von Zusammenarbeit und Wissensaustausch zur Stärkung der Verteidigungsfähigkeit Litauens und seiner Verbündeten.